# Lori de Henderson
La lori de Henderson (Vini stepheni) és una espècie d'ocell de la família dels psitàcids endèmic dels boscos de l'Illa Henderson.